# Óta (Gunma)
Óta (japonsky 太田市; Óta-ši) je japonské město v prefektuře Gunma na ostrově Honšú. V únoru 2015 zde žilo necelých 300 tisíc obyvatel na rozloze okolo 176 km². Nachází se zde 17 středních a 9 vysokých škol.

## Partnerská města
- Burbank, Kalifornie, Spojené státy americké (únor 1984)
- Lafayette, Indiana, Spojené státy americké (1993)